# Katarzyna Krawczyk
Pour les articles homonymes, voir Krawczyk.
Katarzyna Krawczyk est une lutteuse polonaise née le 6 septembre 1990 à Mikołajki.

## Palmarès

### Championnats du monde
- Médaille de bronze en lutte libre dans la catégorie des moins de 53 kg en 2021

### Championnats d'Europe
- Médaille de bronze en lutte libre dans la catégorie des moins de 53 kg en 2023
- Médaille de bronze en lutte libre dans la catégorie des moins de 53 kg en 2022
- Médaille de bronze en lutte libre dans la catégorie des moins de 53 kg en 2018
- Médaille de bronze en lutte libre dans la catégorie des moins de 55 kg en 2011

### Jeux européens
- Médaille d'argent en lutte libre dans la catégorie des moins de 55 kg en 2015

### Jeux mondiaux militaires
- Médaille de bronze en lutte libre dans la catégorie des moins de 57 kg en 2019